# 5 złotych wzór 1932 Polonia
5 złotych wzór 1932 Polonia – moneta pięciozłotowa, bita w srebrze, wprowadzona do obiegu 30 listopada 1932 r. rozporządzeniem Ministra Skarbu Władysława Zawadzkiego z dnia 28 listopada 1932 r. (Dz.U. z 1932 r. nr 105, poz. 878), wycofana z obiegu na podstawie rozporządzenia ministrów gospodarki, finansów i spraw wewnętrznych Rzeszy wydanego 22 listopada 1939 r. w okresie Generalnego Gubernatorstwa, według którego monety bite w srebrze w okresie II Rzeczypospolitej należało obowiązkowo wymieniać na pieniądze papierowe.
W niektórych opracowaniach z początku XXI w. jako data wprowadzenia pięciozłotówki do obiegu podawany był 1 grudnia 1932 r, jednak w późniejszych tego samego autora – 30 listopada 1932 r.
Moneta była bita z datami rocznymi 1932–1934.

## Awers
W centralnym punkcie umieszczono godło – orła w koronie, poniżej rok bicia, dookoła napis „RZECZPOSPOLITA POLSKA”, na dole napis „5 ZŁOTYCH 5”, a na monetach bitych w Warszawie, pod łapą orła herb Kościesza – znak Mennicy Państwowej.

## Rewers
Na tej stronie monety znajduje się lewy profil głowy kobiety w wianku na tle promieni słonecznych w formie zboża – portret Polonii będącej personifikacją Polski.

## Nakład
Monetę bito w srebrze próby 750, na krążku o średnicy 28 mm, masie 11 gramów, z rantem ząbkowanym, według projektu Antoniego Madeyskiego, w mennicach w Londynie (tylko 1932) i Warszawie (1932–1934). Nakłady monety w poszczególnych rocznikach przedstawiały się następująco:
| Rocznik        | Rewers  | Mennica  | Znak mennicy   | Nakład (sztuk)           | Zdjęcie |
| -------------- | ------- | -------- | -------------- | ------------------------ | ------- |
| 5 złotych 1932 | Polonia | Londyn   | brak           | 3 000 000                |         |
| 5 złotych 1932 | Polonia | Warszawa | herb Kościesza | 4 000 000 albo 1 000 000 |         |
| 5 złotych 1933 | Polonia | Warszawa | herb Kościesza | 11 000 000               |         |
| 5 złotych 1934 | Polonia | Warszawa | herb Kościesza | 250 000                  |         |

Analizując literaturę tematu publikowaną od 1960 r. można jednoznacznie stwierdzić, że tylko w stosunku do dwóch pozycji nie pojawiają się rozbieżności bądź wątpliwości co do wielkości nakładu. Identyczne we wszystkich pracach są liczby dotyczące rocznika 1932 z Londynu (bez znaku mennicy) oraz rocznika 1933. 
Po raz pierwszy nakłady zostały podane w monograficznej pracy Władysława Terleckiego „Mennica Warszawska 1765–1965” wydanej w 1970 r, w której poza wieloma informacjami związanymi z działalnością mennicy, podano również szczegółowe tabele z liczbą monet poszczególnych nominałów wypuszczonych do obiegu przez mennicę w Warszawie. Jedna z tabel dotyczyła okresu 1924–1939. W przypadku rocznika 1932 monet o nominale 5 złotych podano sumaryczną wielkość 7 104 000 sztuk, z adnotacją, że 104 000 sztuk wybito 5-złotówki Nike (o masie 18 gramów), a 3 000 000 sztuk (o masie 11 gramów) wyprodukowano za granicą. Ponieważ z datą roczną 1932 były bite tylko 3 monety, więc na odmianę małej pięciozłotówki z Warszawy (ze znakiem mennicy) pozostaje 4 000 000 sztuk. Po śmierci Władysława Terleckiego na rynku zaczęły pojawiać się katalogi monet Czesława Kamińskiego – w sumie 8 wydań na przestrzeni 20 lat. W pierwszych trzech – nakłady rocznika 1932 ze znakiem mennicy były zgodne z tym co podał Władysław Terlecki w swoim zestawieniu. Od wydania czwartego nakład rocznika 1932 ze znakiem został obniżony do 1 000 000 sztuk.
Nakłady wszystkich monet 5-złotowych rocznika 1932 z późniejszych wydań katalogu Czesława Kamińskiego były następnie powielane w zestawieniach publikowanych w końcówce XX i w pierwszych dziesięcioleciach XXI w. (wydawnictwa Nefryt oraz Fischer).
Ewolucję publikowanych nakładów wszystkich 5-złotówek z datą roczną 1932 zebrano w tabeli:
| Tytuł | Autor                        | 5 złotych 1932 Nike (sztuk) | 5 złotych 1932 Polonia ze znakiem (sztuk) | 5 złotych 1932 Polonia bez znaku (sztuk) |
| --- | ---------------------------- | --------------------------- | ----------------------------------------- | ---------------------------------------- |
| Katalog monet polskich 1916–1958 (wyd.1960)                                                                                   | Władysław Terlecki           | bd                          | bd                                        | bd                                       |
| Katalog monet polskich 1916-1965 (wyd.1965)                                                                                   | Władysław Terlecki           | bd                          | bd                                        | bd                                       |
| Mennica Warszawska 1765–1965 (wyd.1970)                                                                                       | Władysław Terlecki           | 104 000                     | 4 000 000                                 | 3 000 000                                |
| Ilustrowany katalog monet polskich (wyd.1972,1973,1974)                                                                       | Czesław Kamiński             | 3 100 000                   | 4 000 000                                 | 3 000 000                                |
| Ilustrowany katalog monet polskich (wyd.:1976,1977,1983,1988,1992)                                                            | Czesław Kamiński             | 3 100 000                   | 1 000 000                                 | 3 000 000                                |
| Katalog monet polskich obiegowych i kolekcjonerskich od 1916 (wyd.:1994,1998,2008,2012,2025)                                  | Janusz Parchimowicz          | 3 100 000                   | 1 000 000                                 | 3 000 000                                |
| Monety Rzeczypospolitej Polskiej 1919–1939 (wyd.2021)                                                                         | Janusz Parchimowicz          | 3 100 000                   | 1 000 000                                 | 3 000 000                                |
| Katalog monet polskich (wyd.:2012,2025)                                                                                       | Andrzej Fischer, Adam Łanowy | 3 100 000                   | 1 000 000                                 | 3 000 000                                |
| Specjalizowany katalog monet polskich XX i XXI w. część druga II Rzeczpospolita Generalne Gubernatorstwo 1918–1945 (wyd.2008) | Jerzy Chałupski              | 104 000                     | 4 000 000                                 | 3 000 000                                |

Można zauważyć następujące niespójności:
- sumaryczny nakład wszystkich trzech pięciozłotówek wg Czesława Kamińskiego wynosił 10 100 000 sztuk w pierwszych trzech wydaniach katalogu i 7 100 000 sztuk w pozostałych pięciu. W zestawieniu Władysława Terleckiego podana jest precyzyjna liczba – 7 104 000
- autorzy publikujący katalogi i opracowania monograficzne o takim charakterze w większości podają nakłady za ostatnimi wydaniami pracy Czesława Kamińskiego
- ewidentnym wyjątkiem z prac wydanych w XXI w. jest specjalizowany katalog Jerzego Chałupskiego, który powrócił do podawania nakładów zgodnie z tabelami zamieszczonymi w książce „Mennica Warszawska 1765–1965”

W przypadku rocznika 1934 jego nakład podawany za literaturą tematu wydaje się być niezgodny z rzeczywistą częstością występowania tego rocznika w obrocie kolekcjonerskim. W sprawozdaniach Mennicy Państwowej podano jedynie, że w roku 1934 wybito 7 060 000 sztuk trzech typów pięciozłotówek:
- Polonia,
- Józef Piłsudski oraz
- Józef Piłsudski-Orzeł Strzelecki.

Być może błędnie podzielono cały nakład pięciozłotówek z rocznika 1934 pomiędzy poszczególne typy.

## Opis
Pięciozłotówkę bito na podstawie rozporządzenia Prezydenta Rzeczypospolitej Polskiej z 27 sierpnia 1932 r. o zmianie niektórych postanowień rozporządzenia Prezydenta Rzeczypospolitej z dnia 5 listopada 1927 r., definiującego parametry monet:  2, 5, 10 złotych bitych w srebrze próby 750 i masie 2,2 grama przypadających na 1 złoty (Dz.U. z 1932 r. nr 74, poz. 668).
Godło na monecie jest zgodne ze wzorem Godła Rzeczypospolitej Polskiej wprowadzonym 13 grudnia 1927 r. (Dz.U. z 1927 r. nr 115, poz. 980).
Ze względu na przyjęte założenie, że po zmianie systemu monetarnego z 1932 r. należy w jak najkrótszym czasie wybić jak największą liczbę monet spełniających nowe wymagania prawne, nie rozpisano konkursu na nowy projekt, a wykorzystano jeden z niezrealizowanych – profesora Antoniego Madeyskiego ten, który zajął w 1925 r. drugie miejsce, w drugim konkursie na polską złotą monetę. 
Z tymi samymi wzorami awersu i rewersu wprowadzono do obiegu monety 2 i 10 złotych wzoru 1932.
Stemple dla monety bitej w Londynie w 1932 roku wykonano w Mennicy Państwowej, z tym, że pod łapą orła, na awersie, nie umieszczono znaku mennicy.
Mimo relatywnie dużego nakładu rocznika 1932 (4 000 000 sztuk), monety z mennicy w Warszawie (te z herbem Kościesza pod łapą orła) w początku XXI w. na rynku kolekcjonerskim występują rzadko. Ze względu na zbyt mały nacisk prasy podczas procesu bicia nastąpił zanik najwyższych partii rysunku, punktów na koronie oraz pasków na wstążce pod wiankiem koniczyny. Podjęto więc decyzję o przetopieniu zdecydowanej większości nakładu.
W okresie międzywojennym utrwaliła się w części społeczeństwa potoczna opinia, iż kobieta na rewersie to królowa Jadwiga, gdyż Madeyski wykonał również sarkofag tej królowej dla katedry wawelskiej. Według tradycji obowiązującej w rodzinie artysty utrwalił on w tym wizerunku idealizowany portret swej siostrzenicy – Wandy Syrokomskiej-Petraźyckiej. Według innych relacji modelką była Janina Żółtowska (która przed I wojną światową odwiedziła Madeyskiego w rzymskiej pracowni), późniejsza żona Ludwika Hieronima Morstina, w 1923 r. polskiego attaché wojskowego w Rzymie, przyjaciela Madeyskiego. Podobno rezultatem odnowionej po latach znajomości było między innymi to, że artysta w 1925 r. stanął do konkursu na projekt polskiej monety złotej, w którym utrwalił urodę modelki w profilu podobnym do profilu królowej Jadwigi z sarkofagu wawelskiego. Być może więc w potocznej opinii była i część prawdy, iż na monecie tej widniała głowa królowej Polski.
W pierwszej połowie XXI w. na rynku kolekcjonerskim moneta nazywana jest czasami : „5 złotych Głowa Kobiety” albo „5 złotych Kobieta”.

## Wersje próbne
W katalogach podana jest informacja o wybiciu z datą 1932, 1933, 1934 wersji próbnych w srebrze, z wklęsłym bądź wypukłym napisem „PRÓBA”, w 1933 w brązie z wypukłym napisem „PRÓBA” oraz wersji lustrzanej z 1932 r.
Istnieje również wersja próbna monety 1 złoty Polonia z 1932 roku o masie 3,4 grama (srebro) i 3,2 grama (brąz), oraz moneta próbna 1 złoty Polonia bez daty, o średnicy 18 mm.